# Trebichava
Trebichava je obec v okrese Bánovce nad Bebravou na Slovensku. Leží v jihozápadní části Strážovských vrchů v nadmořské výšce 334 metrů. Žije v ní 41 obyvatel. První písemná zmínka o vesnici je z roku 1396. Nad vsí stojí zvonice ze začátku 19. století s památkově chráněným zvonem. V katastrálním území obce leží přírodní rezervace Udrina a zasahuje do něj část přírodní rezervace Kňaží stôl.